# Rabòday
Le rabòday est un rythme traditionnel joué au tambour (tanbou) et arrangé sur de la musique électronique,,,,.

## Étymologie
Mentionné pour la première fois par Pouchon Duverger, le chanteur de Djakout, à la fin des années 2000 lorsque le style de Djakout est jouée lors d'événements en direct. La musique de Djakout joue toujours un rythme court de rabòday, avec l'aide de T Pouch, le claviériste, et de T Reggie, le guitariste, qui ont créé ensemble le son du rabòday. Pouchon Duverger dit toujours « Men Raboday la » chaque fois que le son du clavier ou de la guitare est entendu. Pouchon Duverger est le créateur du rabòday.

## Histoire
Le rabòday émerge au milieu des années 2000 et s'est inspiré de la musique rasin, qui est le mélange des rythmes traditionnels haïtiens et du pop rock depuis les années 1980. Mélange explosif de sons électroniques, de rythmes syncopés en direct et de paroles politiques, la musique rabòday est lancée par Fresh La, chanteur pop haïtien et leader du groupe Vwadèzil. Elle devient le son caractéristique d'une génération de jeunes Haïtiens qui se remettent d'une catastrophe naturelle majeure : le séisme dévastateur de 2010.

## Rythme
Le rabòday est en rythme 4/4.